# Thermostat (Molekulardynamik)
Als Thermostat bezeichnet man in der Molekulardynamik Methoden, mit denen ein Vielteilchensystem bei konstanter vorgegebener Temperatur simuliert werden kann.

## Problemstellung
Werden in einer Molekulardynamik-Simulation die newtonschen Bewegungsgleichungen ohne Modifikationen gelöst, so ist die Energie exakt erhalten, was dem mikrokanonischen Ensemble (NVE) der statistischen Mechanik entspricht. In den meisten Fällen ist man jedoch daran interessiert, ein System bei einer konstanten, vorgegebenen Temperatur zu simulieren, also ein System, welches an ein Wärmebad gekoppelt ist. Die Kopplung an ein Wärmebad kann durch verschiedene Methoden, die als Thermostate bezeichnet werden, simuliert werden. Grundsätzlich kann man zwischen stochastischen und deterministischen Thermostaten unterscheiden.

## Liste von Thermostaten
- Andersen-Thermostat
- Langevin-Thermostat
- Nosé-Hoover-Thermostat
- Berendsen-Thermostat